# Championnat National
Championnat de France National är den tredje högsta fotbollsligan i Frankrike, en division under Ligue 2. Ligan innehåller både proffsklubbar och amatörklubbar. De tre bästa lagen blir uppflyttade till Ligue 2 medan de fyra sämst placerade lagen blir nedflyttade till Championnat National 2.

## Tidigare vinnare
- 1998: Ajaccio
- 1999: Louhans-Cuiseaux
- 2000: Beauvais
- 2001: Grenoble Foot
- 2002: Clermont Foot
- 2003: Besançon
- 2004: Reims
- 2005: Valenciennes
- 2006: Niort
- 2007: Clermont Foot
- 2008: Vannes
- 2009: Istres
- 2010: Evian Thonon Gaillard
- 2011: Bastia
- 2012: Nîmes
- 2013: Créteil-Lusitanos
- 2014: Orléans
- 2015: Red Star
- 2016: Strasbourg
- 2017: Châteauroux
- 2018: Red Star
- 2019: Rodez
- 2020: Pau
- 2021: SC Bastia
- 2022: Laval
- 2023: US Concarneau[1]